# GAZ 67
GAZ 67 byl sovětský terénní užitkový automobil, který byl vyvinut na základě poznatků a zkušeností ze svého předchůdce, vozidla GAZ 64.
Modernizace vozu GAZ 64 byla zahájena koncem léta roku 1942. Zvýšen byl výkon motoru, rozšířen rozchod kol, došlo k zesílení rámu, byly provedeny další dílčí změny. Vůz byl spolehlivější a odolnější než jeho předchůdce. Automobil se začal vyrábět v září roku 1943.
Vůz byl stejně jako jeho předchůdce postaven s jednoduchou krátkou karoserií, která byla posazena na zkráceném rámu z GAZu AA, motor zůstal stejný, benzínový čtyřválec o objemu 3,3 litru původně Ford vyráběný v Rusku na základě licence. Byl vybaven čtyřstupňovou převodovkou s krátkou jedničkou do terénu, která pocházela pro změnu z náklaďního vozu GAZ MM a zadní i přední náprava z GAZu M1, přičemž vpředu byla doplněna o homokinetické klouby.
Konstrukčně byl vůz oproti svému předchůdci vylepšen, ale i tak již těsně po válce byl GAZ 67 zastaralým. Mnoho majitelů ve všech zemích kam se vyvážel například nahrazovalo původní slabé mechanické brzdy hydraulickými a často docházelo i k výměně pohonné jednotky. Starý motor koncepčně ze třicátých let byl slabý a i velmi nespolehlivý v terénu jelikož kvůli své konstrukci při větších náklonech přestával mazat, což vyústilo v zadření a jeho nenávratné zničení. Nízká úroveň zpracování, náchylnost ke korozi a poddimenzovanost některých dílů zapříčinily jeho poměrně rychlé nahrazení mnohem úspěšnějším nástupcem GAZ 69.
Stroj se však zapsal do povědomí i kvůli svým názvům a přezdívkám. Především v Polsku a Česku byl znám jako „Čapajev“. Jeho podobnost s americkými stroji mu vysloužila ve světě lehce posměšná pojmenování jako bylo „Iwan Willys“ nebo ChBW, tedy „Choču byť Willysom“. V Rusku mu většinou říkají jednoduše „gazik“. Vůz byl postupně modernizován, v lednu 1944 vznikla verze GAZ 67B. Po ukončení druhé světové války začaly být „GAZy“ (či „Gazíky“) používány i v civilní sféře, zejména v zemědělství a lesnictví. Vozy se vyvážely s úspěchem do ciziny, a to nejen do tehdejších socialistických států. Vyráběny byly až do roku 1953, celkem bylo za deset let vyrobeno 92 483 kusů automobilů GAZ 67 a GAZ 67 B.

## Technické údaje
- délka: 3 350 mm
- šířka: 1 685 mm
- výška: 1 700 mm
- hmotnost: 1 320 kg
- objem motoru: 3 285 cm³
- výkon motoru: 40 kW při 2 800 ot./min.
- pohon: 4×2 / 4×4
- max. rychlost: 92 km/h
- rychlost s přívěsem nebo kanónem: do 83 km/h
- stoupání po nezpevněném povrchu: 38 stupňů
- brodění: do 0,8 m, sníh: 0,4 m
- spotřeba paliva na silnici: 12,6 l/100 km
- dojezd: 635 km